# スチュアート・オグレディ
スチュアート・オグレディ（Stuart O'Grady OAM, 1973年8月6日- ）は、オーストラリア・アデレード出身の元自転車競技選手。2013年末で引退した。

## 経歴

### 概略
トラックレースではアテネオリンピック金メダリスト、ロードレースではスプリンタータイプの選手としてツール・ド・フランスの序盤ステージにおいてしばしばマイヨ・ジョーヌを獲得したり、また2007年のパリ〜ルーベも制するなどの実績を持つ、オーストラリアを代表する自転車競技選手である。また、オーストラリア勲章（OAM）も受章している。

### 五輪2大会連続メダル獲得
オグレディの自転車選手としてのキャリアはトラックレースから始まった。
1992年バルセロナオリンピックでは、4000m団体追い抜きのメンバーとして銀メダルに貢献。
1996年アトランタオリンピックでは、4000m団体追い抜き、ポイントレースで銅メダルを獲得。

### プロロード選手としての実績
アトランタオリンピックの1年前となる1995年にガンと契約を結んでプロ選手となり、その後はロードレースにおける活躍ぶりが目覚しくなった。
1998年のツールでは第4 - 6ステージまで総合首位に立った。また2001年のツールでも、第4 - 6、第8 - 9ステージでマイヨ・ジョーヌを身にまとった。この他ツールのポイント賞争いにおいても常に上位に食い込む活躍を見せる。しかしエリック・ツァベルの壁が厚かったこともあり（ツァベルは1996 - 2001年まで6年連続ポイント賞受賞）、ポイント賞獲得には至っていない。とりわけ惜しかったのは2001年のツールで、最終ステージにおいてマイヨ・ベールを身にまとってレースに挑んだが、最後にツァベルに逆転されてしまった。
一方、2008年のシーズンよりUCIプロツアーの対象レースに組み入れられることになったツアー・ダウンアンダーの初代総合優勝者（1999年）であり、2001年にも同レースを優勝している。

### 五輪金メダル～チームCSC移籍
2004年にコフィディスに移籍。
- HEWクラシックスを優勝
- アテネオリンピックではマディソンにおいてグレーム・ブラウンと組んで金メダルを獲得。

2005年
- ツール・ド・フランスでは、トル・フースホフト、ロビー・マキュアンと熾烈なポイント賞争いを演じ、同賞部門第2位。

2006年、ビャルヌ・リース監督に懇願し、チームCSCへの移籍を果たす。
2007年
- パリ〜ルーベ優勝

2009年
- ツアー・ダウンアンダー総合2位。

2011年、チーム・レオパード・トレックに移籍。
- ミラノ〜サンレモ 10位

2012年、母国の新チームグリーンエッジに移籍。
- ロンドン五輪・個人ロード 6位

## 家系・支援
オグレディの家系は自転車一家であり、叔父は1964年東京オリンピックに出場した経験を持つ。また父も南オーストラリア州の選手権大会を制するなどの実績を挙げている。そしてオグレディは母国オーストラリアにおいて、ジュニアの自転車チームのスポンサーとなり、チームの財政的支援を行っている。